# Aeroportul Doncaster Sheffield
Aeroportul Doncaster Sheffield (IATA: DSA, ICAO: EGCN) este un aeroport din Finningley⁠(d), Doncaster⁠(d), South Yorkshire, Yorkshire and the Humber, Anglia, Regatul Unit ce deservește zona Doncaster. Aeroportul a fost tranzitat în 2022 de 959.321 de pasageri. A fost deschis în aprilie 2005 și numit după Robin Hood.
Situat la o altitudine de 17 m, aeroportul dispune de 1 pistă.

## Infrastructură

### Piste
Aeroportul dispune de o singură pistă. Pista 02/20 are suprafața de asfalt și dimensiunile 2.893 m × 60 m. 